# قوانين ماعت
قوانين ماعت هي 42 قانوناً يتلوها الميت وهو يدافع عن نفسه لماعت أثناء محاكمته في العالم السفلي وعليه أن يكون صادقاً لكي ينجو من العذاب، وهي تشير إلى الضوابط الأخلاقية العميقة في الدين المصري القديم وعموم الحياة الاجتماعية.
كان النظام الأخلاقي الديني يأتي من تعاليم ماعت وحضورها الدائم في توازن العالم الأخلاقي، وكان تحوت يلعب الدور الآخر، فضلاً عن تلك التحذيرات التي يقول بها الحكماء ويقولها كتاب الموتى محذراً فيها من الشياطين والأرواح الشريرة.
كما أحسنت النصوص تصوير الظلم وفاعليه والعدل والقائمين بتحقيقه في صورة محببة للنفس والقلب وفي تشبيهات متعددة كان للإنسان المصري القديم فيها فضل السبق.
وكأمثلة شبهت الاستقامة والعدل بالميزان ويعد هذا أول ذكر لاستخدام هذه الكلمات لمثل هذه المعاني واتخاذه من أجزاء الميزان ومقارنتها بأجزاء جسم الإنسان كالشفتين والقلب العقل والوعي أساساً لتحري الصدق والتمسك بالعدل وهو ما استخدم وعبرت عنه الأديان السماوية فيما بعد، ويدل في الوقت نفسه على نضج فكر وضمير الإنسان المصري القديم من حيث توصله إلى هذه القيم الخلقية والسلوكية الهامة في حياته والتعبير عنها.

## نظام وعدالة ماعت
أطلق المصريون القدماء كلمة ماعت على جوهر النظام والعدالة للكون والملك والمجتمع والفرد، ولخصت هذه الكلمة الفلسفة الروحية العميقة للأخلاق والقيم والعدل والمثالية.
يتعلم المرء الملك كما يتعلم أية مهنة. إنه الدرس القاسي المستفاد من الثورات. إنها تبين أن أفضل وسيلة لاستتباب النظام هو الالتزام بالمعيار الكوني الذي أسسه الخالق ذاته: معيار ماعت، وهي عبارة نترجمها بـ العدالة أو الحقيقة، لعدم توفر ترجمة أفضل.
ولكن دلالتها أكثر شمولاً: فبفضلها يؤدي العالم وظائفه، لأنها تبقي كل شيء في مكانه الصحيح، ابتداء من قوى الطبيعة وحتى الشعائر التي على البشر أن يقيموها من أجل الآلهة. وجوهر واجبات الملك، إن أراد حقاً أن يحافظ على التوازن، هو أن يسعى ليعمل الناس بمقتضاها وأن يجعلهم يحترمونها.

## مبادئ قوانين ماعت
تتضمن قوانين ماعت على 42 مبدأ وهي:
1. أنا لم ارتكب خطيئة.
2. أنا لم ارتكب السرقة بالعنف.
3. أنا لم أسرق.
4. أنا لم أقتل رجالا أو نساء.
5. أنا لم أسرق الطعام.
6. أنا لم أختلس القرابين.
7. أنا لم أسرق من إله/إلهة
8. أنا لم أكذب.
9. أنا لم أخطف الطعام.
10. أنا لم أشتم.
11. أنا لم أغلق أذني على الحقيقة.
12. أنا لم ارتكب الزنا.
13. أنا لم أجعل أحدا يبكي.
14. أنا لم أحزن بدون سبب.
15. أنا لم أعتدي على أحد.
16. أنا لم أخذع.
17. أنا لم أسرق أرض أحد.
18. أنا لم أتنصت.
19. أنا لم أتهم أحدا زورا.
20. أنا لم أغضب بدون سبب.
21. أنا لم أغوي زوجة أحد.
22. أنا لم ألوث نفسي.
23. أنا لم أرهب أحدا.
24. أنا لم أخالف القانون.
25. أنا لم أتمادى في الغضب.
26. أنا لم أشتم إله/إلهة.
27. أنا لم اتصرف بالعنف.
28. أنا لم أهدد السلام.
29. أنا لم أتصرف على عجل أو بدون تفكير.
30. أنا لم أتدخل فيما لا يعنيني.
31. أنا لم أتحدث بالمبالغة.
32. أنا لم أفعل الشر.
33. أنا لم استخدم الأفكار أو الكلمات أو الأفعال شريرة.
34. أنا لم ألوث الماء.
35. أنا لم أتحدث بغضب أو استعلاء.
36. أنا لم أشتم أحد بكلمة أو فعل.
37. أنا لم أضع نفسى موضع شبهات.
38. أنا لم أسرق ما يخص الإله/الإلهة
39. أنا لم أسرق من المتوفى أو أزعجه.
40. أنا لم أخطف لقمة من فم طفل.
41. أنا لم أتصرف بوقاحة.
42. أنا لم أخرب ممتلكات الإله/الإلهة.